# 米拉格羅斯水道橋

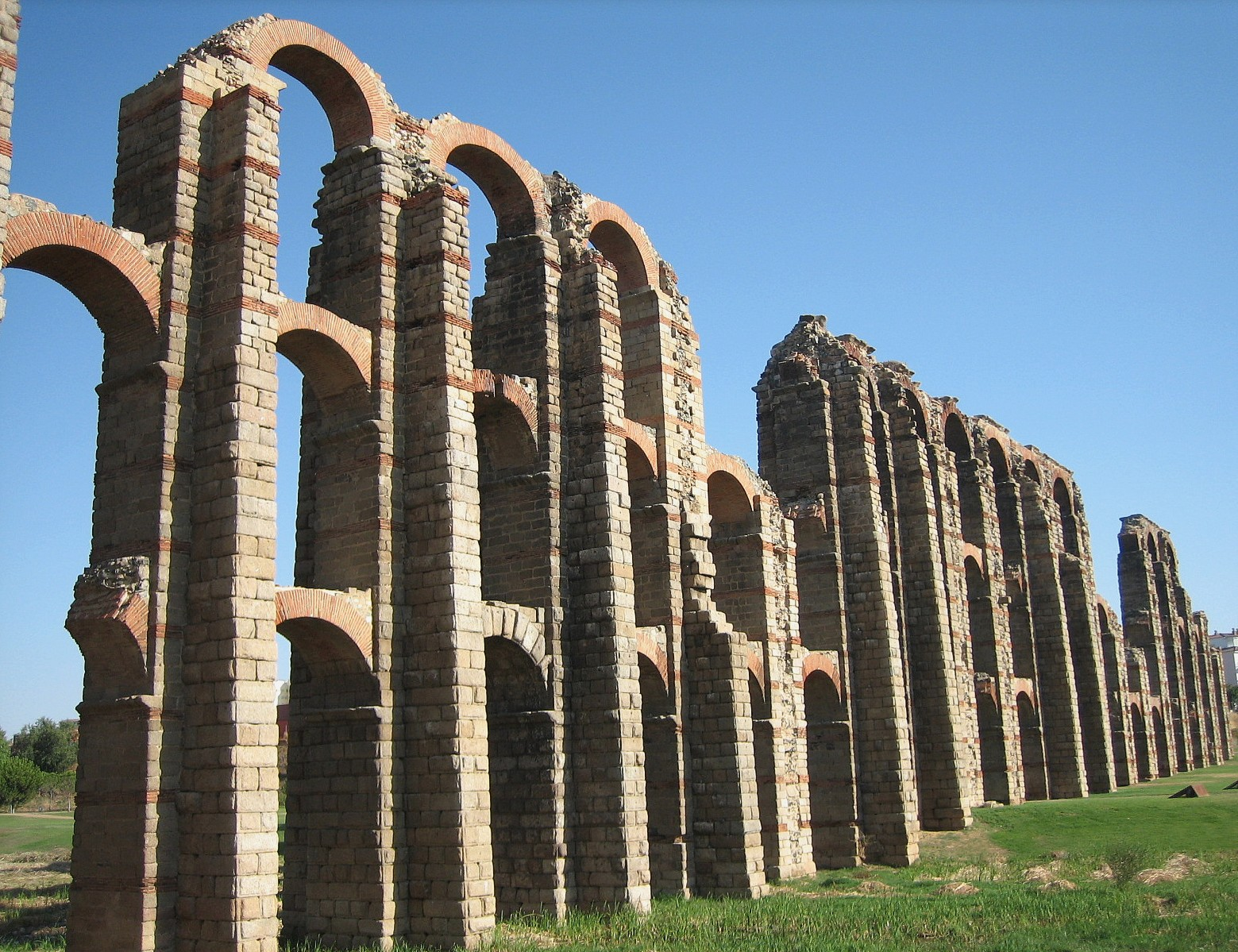
米拉格羅斯水道橋

米拉格羅斯水道橋（西班牙語：Acueducto de los Milagros）是西班牙的一處羅馬帝國時代的水道橋遺跡，位於梅里達附近。米拉格羅斯水道橋現存部分由38座拱形柱構成，高約25米，長約830米，修建於1世紀時期，並在約300年時翻新。水道橋被列入世界文化遺產。